# Peter Eschberg
Peter Eschberg (* 20. Oktober 1936 in Wien; † 5. September 2024 in Kirchberg in Tirol) war ein österreichischer Schauspieler, Regisseur und Intendant.

## Leben und Werk
Peter Eschberg wurde als Sohn des Kunstmalers Josef Eschberg geboren. Nach dem Abitur an einem Wiener Humanistischen Gymnasium im Jahr 1955 studierte er Germanistik und Theaterwissenschaften an der Universität Wien. Gegen den Willen seiner Eltern und heimlich absolvierte er zusätzlich Kurse in Schauspiel und Regie am Max-Reinhardt-Seminar.
Sein erstes Engagement erhielt er am Wiener Volkstheater. Von 1959 bis 1965 war Eschberg als Schauspieler an den Münchner Kammerspielen engagiert, von 1965 bis 1968 folgten Engagements an den Städtischen Bühnen Frankfurt, an der Freien Volksbühne Berlin und an der Schaubühne am Halleschen Ufer.
Von 1968 bis 1980 arbeitete er als Schauspieler und Regisseur am Schauspiel Köln, wo er seit 1976 außerdem Leitungsmitglied war. Von 1981 bis 1991 war Eschberg Intendant am Theater Bonn, ehe er von 1991 bis 2001 als Intendant am Frankfurter Schauspiel tätig war. Im Laufe seiner Karriere gab Eschberg zusätzlich zahlreiche Gastspiele als Schauspieler und Regisseur im In- und Ausland.
Er war ab 1967 mit Carmen-Renate Köper verheiratet; sie waren Eltern eines Sohnes. Peter Eschberg starb im September 2024 im Alter von 87 Jahren in Kirchberg in Tirol.

## Filmografie (Auswahl)

### Darsteller
- 1960: Schatten der Helden
- 1962: Der Abstecher
- 1965: Die fünfte Kolonne – Tivoli (Fernsehserie)
- 1966: Adrian der Tulpendieb
- 1967: Anastasia (Fernseh-Zweiteiler)
- 1970: Wie ein Blitz
- 1970: Der Kommissar – In letzter Minute (Fernsehserie)
- 1971: Dreht euch nicht um – der Golem geht rum oder Das Zeitalter der Muße
- 1973: Nerze nachts am Straßenrand
- 1974: Okay S.I.R. – Der Star und die Sterne (Fernsehserie)
- 1975: Kommissariat 9 – Potemkin lässt grüßen (Fernsehserie)
- 1977: Das Rentenspiel
- 1978: Der eiserne Gustav
- 1979: Tatort – Der King (Fernsehreihe)
- 1980: Derrick – Ein tödlicher Preis (Fernsehserie)

### Regie
- 1970: Express (Fernsehserie)
- 1975: Frag nach bei Casanova
- 1991: Grillparzer, König Ottokars Glück und Ende (Bonn)
- 1992: Raimund, Das Mädchen der Feenwelt oder Der Bauer als Millionär (Frankfurt a. M.)

## Auszeichnungen
- Professor (1987)
- Deutsches Bundesverdienstkreuz I. Klasse (1987)
- Goetheplakette der Stadt Frankfurt am Main (2002)[3]
- Ehrenmitgliedschaft der Städtischen Bühnen Frankfurt (2011)[3]
- Goldenes Ehrenzeichen für Verdienste um das Land Wien[4]
- Österreichisches Ehrenkreuz für Wissenschaft und Kunst (2017)[5]

## Veröffentlichungen
- Nestroy bleibt!. Edition Steinbauer, Wien 2012, ISBN 978-3-902494-60-3.